# Rio Alunul (Nechitu)
O Rio Alunul é um rio da Romênia afluente do rio Nechitu, localizado no distrito de Neamţ.